# Lund–Revinge Järnväg
Lund-Revinge Järnväg (LReJ) var en normalspårig järnväg i Skåne mellan Lunds södra station (senare Högevall) och Harlösa station. Lund-Revinge järnvägsbolag ägde och trafikerade järnvägen, som var 23,6 kilometer lång (1906).
Järnvägen sträckte sig mellan Lunds södra station i väster och till Harlösa station i öster över Revingehed. I Harlösa anslöt den till både Landskrona-Kävlinge-Sjöbo Järnväg och  Malmö-Simrishamns Järnvägs grenlinje Dalby – Harlösa – Bjärsjölagård.
Den 21,4 kilometer långa sträckan Lund – Revingehed öppnades för allmän trafik 1905 och sträckan Revingehed – Harlösa (2,2 kilometer) 1906. Bolaget fick tillstånd för en förlängning till Högevall. Denna öppnade för trafik den 5 juni 1907. Högevall var slutstationen i Lund för persontrafiken som aldrig gick till Lund C. 
Järnvägen började som ångspårväg. Den 1 juli 1918 slogs Lund-Revinge järnväg ihop med Lund-Bjärreds järnväg till Bjärred-Lund-Harlösa Järnväg. Trafiken gick med tiden allt sämre och år 1939 sökte och fick Lunds stad tillstånd att lägga ner persontrafiken. 

## Efter nerläggningen
Till stenbrottet vid Hardeberga fortsatte godsvagnstrafik till 1965. Godstrafiken till Lund S från Lund C upphörde 1966 och spåren mellan Hardeberga och Högevall revs under 1966. Statens Järnvägar hade godstrafik mellan Harlösa och Revingehed fram till 1978 för militären.
Utefter en del av den nedlagda järnvägen löper idag på banvallen det så kallade Hardebergaspåret, en gång- och cykelväg från tätorten Lund österut till Södra Sandby. Mellan Södra Sandby och Revingeby följer väg 958 på banvallen, varefter den sista delen in till Harlösa åter är cykelväg.

## Bilder från invigningen 1905

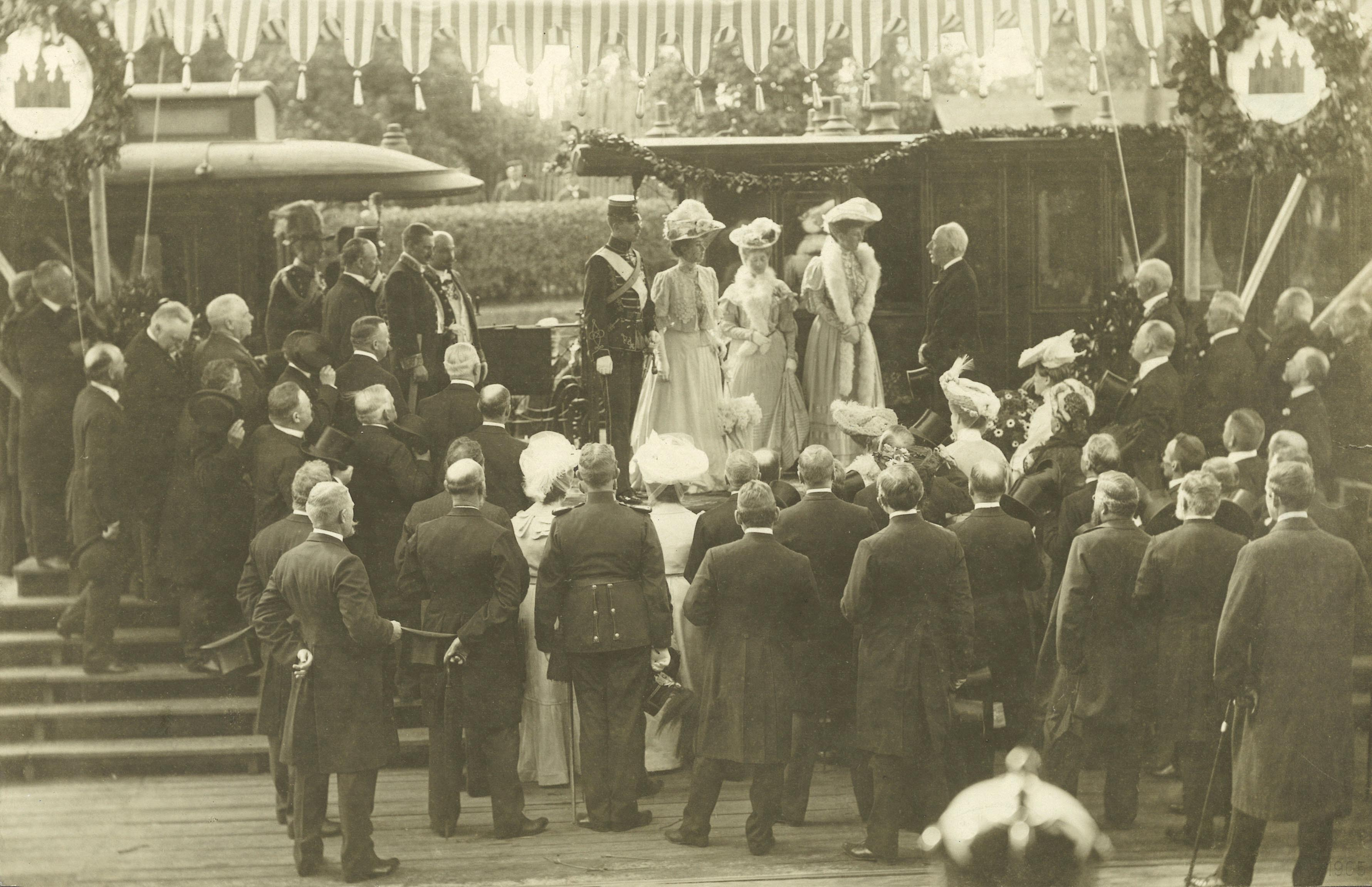
Kronprinsparet och andra gäster hälsas vid Lunds södra station.
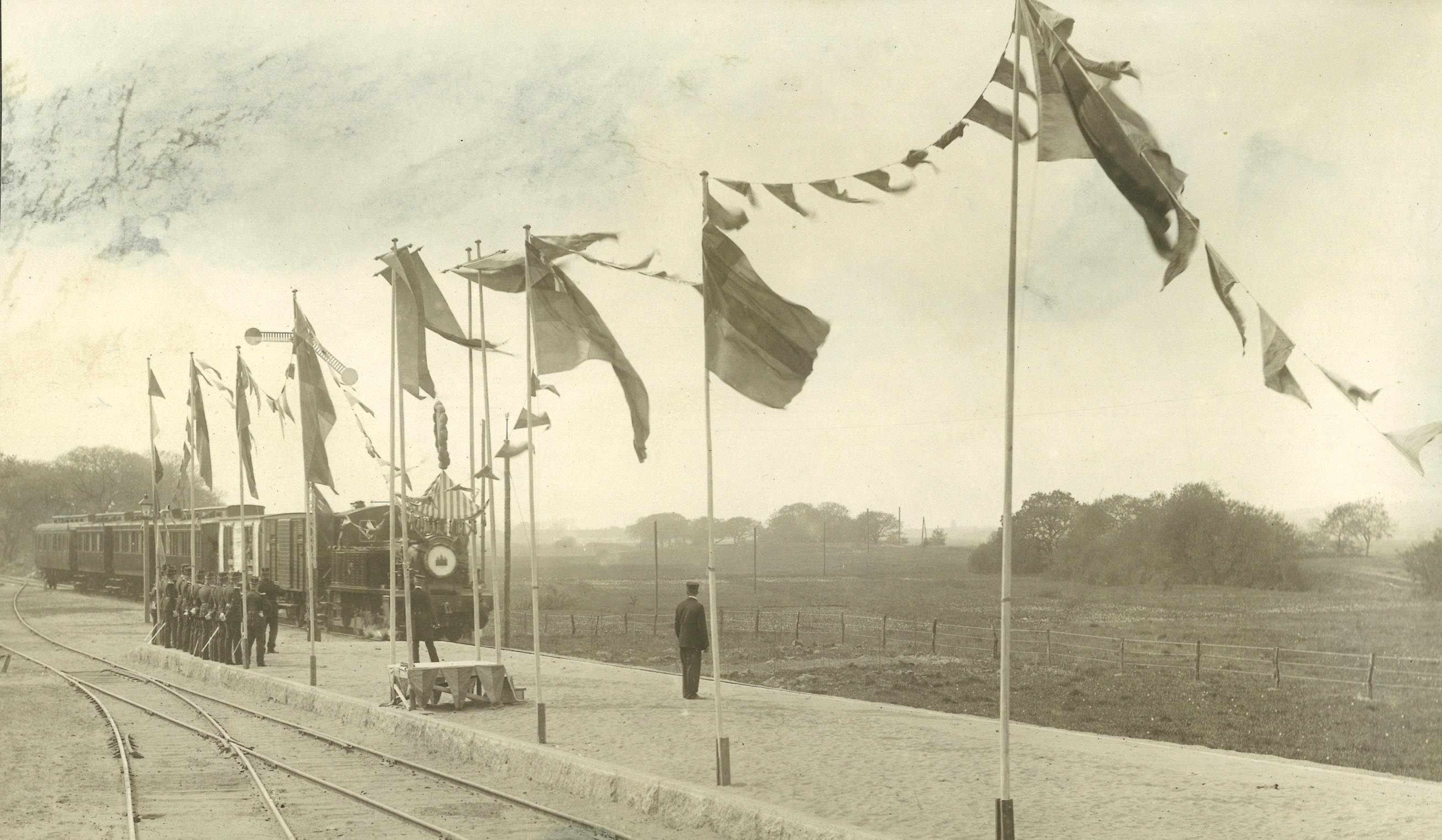
Det första tåget anländer till Revinge station.